# Итака
 Тази статия е за острова в Гърция.  За града в щата Ню Йорк вижте Итака (Ню Йорк).  
Итака (на гръцки: Ιθάκη) е гръцки остров в Йонийско море, един от Йонийските острови. Има площ от около 117 km2. Според преброяване от 2001 година има население от 3084 души . Известен е най-вече като родно място и царство на Одисей, героят от древногръцките епоси „Илиада“ и „Одисея“.

## География
Итака е предпоследният по площ остров от Йонийските острови (или Ептаниси – Седемте острова /Επτανήσων/), който е разположен на юг от Левкада и на североизток от остров Кефалония (само на 2 морски мили от брега му), от който е отделен чрез едноименния проток. Има удължена форма от север на юг с дължина 23 km и ширина до 6 km. От 2011 г. Итака заедно с останалите малки острови формират дем Итакис, който е част от ном (окръг) Кефалония и Итака. Състои се от вече съществуващата община Итака (Вати) и седем общински района, планински и крайбрежни.
Островът има разчленен източен бряг, който е нарязан от множество заливи и носове. Най-северната част на острова е оформен от нос Мелиса, а най-южната от нос Агияс Андреас – Свети Андрей. Между тези две части са разположени заливът Фрикон, нос Мавронас, нос Агияс Илияс – Свети Илия, заливът Молос, нос Схинос и други носове. Общата дължина на бреговата линия е 101 km. На острова няма значителен планински масив, но се издигат хълмовете Нирито Орос (Νηρίτο Όρος) (806 m) и Меровигли (Μεροβίγλι) (669 m). Те формират два хълмисти полуострова, които се свързват с тясна ивица суша, провлакът Аетос – Орлите (Aετού) с минимална ширина 600 m.
Специфични за острова са и неплодородните почви и засушаванията, които пречат на развитието на земеделието. Основен поминък на населението са туризмът и риболовът.

### Туристически забележителности
- Вати, столица на острова. Градчето е изградено на брега на малък, защитен от вълните залив. В средата на залива се намира малкият остров Лазарето с два венециански замъка, от които по-известна е старата постройка Λοιμοκαθαρτήριο (Карантината). В пиковите месеци на летния сезон населението се увеличава повече от два пъти.
- Киони (171 души) е най-живописното селище на острова, много посещавано от туристи. Намира се на брега на малък залив. Красиво малко пристанище, с всички необходими туристически удобства (кафенета, ресторанти, барове и др.)
- Манастирът Катара (Мони Катарон) в селището Аноги от края на XVII век. Посветен е на Богородица от Катарон, разположен е върху връх, най-важното място за поклонения на острова. Оттук се открива превъзходен изглед към Кефалония и към всички Йонийски острови.
- Ставрос, главно селище на Северна Итака с археологически музей и единственото място, където е поставен бюст-паметник на Одисей.

Вати и местните квартали Аноги, Ставрос и Киони са характеризирани като традиционни селища, докато целият остров се отличава с особена природна красота.

#### Плажове
Плажовете на острова са многобройни и красиви, но са предимно с дребни камъчета и пясъкът е оскъден. Малките пясъчни плажове са достъпни само откъм морето.
Плажът на Писо Аетос, по десния бряг на малък залив. Водата му е кристална, но сутрин е в сянка и е огрян през целия следобед.
Саракинико, превъзходен плаж на брега на малък залив, на 2,5 km от Вати. Има много маслинови дървета, където може да се намери сянка.
Плажът на Ай Яни (Свети Иван), с груби и фини камъчета и с кристална зеленикава вода.

### Транспорт
Остров Итака е достъпен най-удобно със самолет от Атина до остров Кефалония, таксѝ от летището на острова до град Аргостоли и от там автомобил под наем (или друг) до пристанището Сами на източния бряг на Кефалония, откъдето тръгва фериботно корабче за Итака. Има и нередовни фериботи до Итака от Патра (Пелопонес), Астакос (на континента, срещу Итака), Нидри (остров Левкада) и Фискардо (Кефалония). 
Итака има 2 пристанища: Вахти и Пизо Аетос, които са свързани с Патра през Сами. Пизо Аетос също е свързан с Фискардо от Кефалония, базиликата на Лефкада и Астакос от Етолоакарнания. Кораби свързват селището Фрикес на Итака с Фискардо и Василики или Нидри.

## История

### В древността
Островът е населяван от третото хилядолетие пр.н.е. Произходът на първите заселници, които го заселили през последните години на Неолитния период (4000 – 3000 пр.н.е.) е неизвестен. Следите от сгради, стени и пътища от този период доказват, че островът е бил заселен, като първият период на заселване е продължил до ранната Хеленейска ера (3000 – 2000 пр.н.е.). През годините (2000 – 1500 пр.н.е.) някои популации мигрирали към част от острова. Сградите и стените били изкопавани, показвайки примитивен начин на живот.
Островът е получил името си от Итака, първият жител на острова (син на Птерелаос и брат на Поликтор и Ниритос) или според митологията той е син на Посейдон и Амфимели. Според друга хипотеза името идва от думата Ithi (весел) или от думата Ithis (стръмен).
През Микенската епоха (1500 – 1100 пр.н.е.), Итака се въздига до най-високото си ниво на древната си история. Островът става столица на Кефалонийската държава, която включва околните земи и се е смятало, че това е една от най-могъщите държави през това време. Итаките се описвали като велики навигатори и изследователи с дръзки експедиции, излизащи извън Средиземно море. След края на Микенската епоха, властта на Итака намалява, а островът бива управляван от най-близкия голям остров Кефалония.
Епичните поеми „Илиада“ и „Одисея“ на Омир може да ни информират за Итака през бронзовата епоха. Тези поеми се смята, че са написани между VIII и VI век пр.н.е., но са основани на стари митологически и поетични традиции. Името на острова е било известно от древността, като е споменато от Одисей. Общото заключение на експертите за съвпадането на днешната и Омирова Итака се основава на това, че различията между описания в Одисея релеф и реалния е следствие от непознаването от страна на поета на острова, както и „идеите на поета“. Според германския археолог Вилхелм Дьорпфелд Омировата Итака е по-скоро днешна Левкада, докато днешната Итака е всъщност древният остров Самe (на английски: Same).

### По-нова история
Римляните окупират острова през втори век пр.н.е. и по-късно той става част от Византийската империя. Норманите владеели Итака през XII и XIII век и след това островът за кратък период бил под властта на турците, които предали властта на венецианците.

#### Франция, Русия, Турция
Итака е окупиран от Франция през 1797 г. Островът преминава към Първата френска република (1797 – 1798) и става част от френския департамент Итака заедно с Кефалония, Закинтос, Лефкада и част от сушата. Седалището на префектурата се намирало в Аргостоли. Населението на острова приветства топло французите и възприема техните нови революционни идеи. Французите поемат административната и съдебната система, но итаканците скоро са възмутени от високите данъци.
През следващите години островът е окупиран от Русия в сътрудничество с османците. След навлизане на руско-турски войски през 1798 г. е създадена Йонийската държава със седалище в Корфу. Итака става част от Септинсуларската република за периода 1798 – 1807 г. Османците са имали висше командване, но по същество имали власт руснаците. Итака е имала 1 от 14-те представители в държавния парламент. Тогава островът до голяма степен развива корабоплаването си и корабите на Итака превозват стоки от Черно море. С Договора от Тилзит от 1807 г. Йонийските острови отново преминават към Франция. Обаче и второто френско управление е кратко (1807 – 1809).

#### Великобритания
Британската флота започва да обсажда острова и построява крепост на Итака във Вати. Великобритания, която е във война с Наполеон I, налага жестока обсада на Йонийските острови (1809 г.). През септември същата година британското знаме е издигнато на замъка Закинтос, последвано от покоряването на Кефалония и Итака. Англия освобождава острова през 1809 г. Йонийските острови стават част от Обединеното кралство (5 ноември 1815 г.) като част от „Парижкия договор“ като Обединена държава на Йонийските острови и седалище на Върховния комисар на Йонийските острови . В периода 1810 – 1814 г. генерал Шарл Филип дьо Босе е назначен за губернатор на провинция Итака. Скоро е създадено силно съпротивително движение от жителите, като първоначално движенията са насочени към укрепване на гърците от континентална Гърция в Гръцката революция от 1821 г., но скоро се обръщат срещу британците. Съпротивителните движения се засилват (1848 г.) в резултат на което британците затягат законите и пристъпват към репресивни мерки.
По време на британското управление гръцките владетели на Итака имат силно участие в Приятелското общество, но също и във всички гръцки битки като обсадата на Месолонги и морските битки с османците в Черно море и Дунав. Второто национално събрание в Атина избира датския принц Уилям, който е коронясан за нов крал, за крал Георгиос I на Гърция. След това решение Великобритания подарява на Гърция Йонийските острови, тъй като сестрата на новия гръцки крал Александра Датска се е омъжила за принц Едуард Уелски, наследник на английския трон. Великобритания, Франция, Гърция и Русия подписват „Лондонския договор“ (29 март 1864 г.), който установява Йонийските острови като гръцка провинция. Върховният комисар на Йонийските острови официално обявява съюза на Йонийските острови с Гърция. Така от 1864 г. Итака се включва в гръцката държава. 
От всички чужденци само венецианците са оставили сгради. Мощното земетресение през 1953 г. унищожава почти всичко. Повечето сгради са нови и са построени според антисеизмичните изисквания.

## Местни фестивали
- 30 юни – Св. Апостоли във Фрикес
- 17 юли – Св. Марина в Eксоги
- 20 юли – на пророк Илия в Киони
- 5 и 6 август – на Спасителя на Кръста
- 14 август – навечерието на Дева Мария в Аноги
- 15 август – на Дева Мария в Платрейтия
- Последната събота на всеки юли в Перахори – на виното. [7]

## Галерия
- Древна история
- Ранногръцки храм и по-стара кръгла конструкция зад него
- Статуя на Одисей във Вати
- Стълби между I и II ниво на Омировото училище

- Архитектура
- Киони
- Църква в Киони

- Панорама

<gallerywidths="180px" heights="220px" perrow="4" class="center">
```
Файл:57-IMG 3857.jpg|
Файл:Kioni, Ithaka 06.jpg|Заливът на Киони
Файл:61-IMG 3845.jpg|
```

</gallery>